# كينغو شيميزو
كينغو شيميزو (باليابانية: 清水賢吾؛ بالكانا: しみず けんご) هو ملاكم كيك بوكسينغ ياباني، ولد في 17 نوفمبر 1983 في إيتاباشي في اليابان.